# ウォータープルーフブロンド
ウォータープルーフブロンド（Waterproof Blonde）は、2002年に結成された米国のロックバンドである。

## 概要
米国のプロレスラー、クリスチャンの入場曲として使われていたJust close Your Eyesが有名。またショーン・オヘアの入場曲も歌っている。
現在は、インターネットを通じて楽曲を発表するスタンスで活動している。

## メンバー
- レイチェル・ハーガン（ボーカル）
- ジェフェリー・スミス（ベース）

## ディスコグラフィ

### アルバム
- The Morning After the Night Before

### シングル
- Glitter Lust（EP盤）